# Ohotnîkî, Turiisk
Ohotnîkî (în ucraineană Охотники) este un sat în comuna Perevalî din raionul Turiisk, regiunea Volînia, Ucraina.

## Demografie
Componența lingvistică a localității Ohotnîkî
     Ucraineană (97,54%)
     Rusă (2,46%)
Conform recensământului din 2001, majoritatea populației localității Ohotnîkî era vorbitoare de ucraineană (97,54%), existând în minoritate și vorbitori de rusă (2,46%).